# Летісія Долера
Летісія Долера (ісп. Leticia Dolera; нар. 23 жовтня 1981, Барселона, Іспанія) — іспанська актриса.

## Вибіркова фільмографія
- По інший бік ліжка (2002)
- Мріючи про Аргентину (2003)
- Зображення смерті (2008)
- Дуже іспанське кіно (2009)
- Репортаж з весілля (2012)
- Епідемія (2013)
- Камікадзе (2013)
- Дім квітів (2020)